# Litteraturåret 1898

## Priser och utmärkelser
- Kungliga priset – Fredrik Wulff
- Letterstedtska priset för översättningar – Fredrik Wulff för översättningen av Dantes I livets vår

## Nya böcker

### A – G
- Barnen på Solbacka av Elsa Beskow[1]
- Det yttersta skäret av Gustaf af Geijerstam
- En liten prinsessa av Amanda Kerfstedt
- Fridolins visor och andra dikter av Erik Axel Karlfeldt
- Glödande liv av William Somerset Maugham
- Gralstänk av Gustaf Fröding
- Grillfängerier av Gustaf Fröding

### H – N
- Historietter av Hjalmar Söderberg
- Jasminer av Emil Kléen
- Jeremias bok I av Levi Rickson
- La martyre av Jean Richepin
- Le Chien de garde av Jean Richepin
- Legender av August Strindberg[2]
- Les Mauvais bergers av Octave Mirbeau
- Nordanifrån av Alfhild Agrell

### O – U
- The Turn of the Screw (sv. Skruvens vridning 1951 i Två berättelser, 1991 och 2007) av Henry James

### V – Ö
- Victoria av Knut Hamsun

## Födda
- 13 januari – Kaj Munk, dansk författare och motståndsman.
- 26 april – Vicente Aleixandre, spansk författare, nobelpristagare 1977.
- 30 maj – Hjalmar Gullberg, svensk författare.
- 9 juni – Curzio Malaparte, italiensk författare.
- 22 juni – Erich Maria Remarque, tysk författare.
- 20 augusti – Vilhelm Moberg, svensk författare, dramatiker och journalist.
- 23 augusti – Sigrid Boo, norsk författare.
- 10 september – Annika Björklund, svensk kompositör och författare.
- 29 november – C.S. Lewis, irländsk författare.
- 11 december – Nils Ferlin, svensk poet.

## Avlidna
- 14 januari – Lewis Carroll, 65, brittisk författare, matematiker, logiker och amatörfotograf.
- 12 mars – Zacharias Topelius, 80, finlandssvensk författare, tidningsman och historiker.
- 20 maj – Jon Olof Åberg, 54, svensk författare.
- 9 september – Stéphane Mallarmé, 56, fransk poet.
- 10 december – Emil Kléen, 30, svensk författare och journalist.

### Fotnoter
1. ↑  ”Elsa Beskows boktitlar”. Arkiverad från originalet den 14 december 2012. https://web.archive.org/web/20121214172009/http://kampanj.bonniercarlsen.se/beskow/titlar1.htm. Läst 12 april 2011.
2. ↑  ”August Strindberg”. 15 mars 1998. http://home.swipnet.se/~w-79963/Strindberg/. Läst 12 april 2011.